# میخیل هایسمان
میخیل هایسمان (هلندی: Michiel Huisman؛ زاده ۱۸ ژوئیهٔ ۱۹۸۱) هنرپیشه اهل هلند است. وی در مجموعه تلویزیونی بازی تاج و تخت و سریال فرار از خانه هیل به ایفای نقش پرداخته است.

## فیلم شناسی

### فیلم
| سال  | نام                        | نقش           |
| ---- | -------------------------- | ------------- |
| ۲۰۰۶ | کتاب سیاه                  | راب           |
| ۲۰۰۹ | ویکتوریای جوان             | شاهزاده ارنست |
| ۲۰۱۳ | جنگ جهانی زد               | الیس          |
| ۲۰۱۴ | وحشی                       | جاناتان       |
| ۲۰۱۵ | دعوت                       | دیوید         |
| ۲۰۱۵ | روزگار آدلین               | جونز          |
| ۲۰۱۷ | ستوان عثمانی               | اسماعیل ولی   |
| ۲۰۱۷ | ۲:۲۲                       | دیلان برنسون  |
| ۲۰۱۹ | میعادگاه غوطه ور دریای سرخ | جیک           |
| ۲۰۱۹ | بره دیگر                   | شپرد (چوپان)  |

### تلویزیون
| سال       | نام                | نقش           |
| --------- | ------------------ | ------------- |
| ۲۰۱۲–۲۰۱۴ | نشویل              | لیام مک جینیس |
| ۲۰۱۴–۲۰۱۶ | بازی تاج‌وتخت       | داریو ناهاریس |
| ۲۰۱۸      | تسخیرشدگی خانه هیل | استیون کِرِین   |
| ۲۰۲۰      | خدمه پرواز         | الکس سوکولوف  |